# براندون ماكسويل
براندون ماكسويل (بالإنجليزية: Brandon Maxwell)‏ هو لاعب هوكي الجليد كندي وأمريكي، ولد في 22 مارس 1991 في وينتر بارك، فلوريدا في الولايات المتحدة.

## وصلات خارجية
- براندون ماكسويل على موقع دوري الهوكي الوطني (الإنجليزية)
- براندون ماكسويل على موقع EliteProspects.com (الإنجليزية)
- براندون ماكسويل على موقع Eurohockey.com (الإنجليزية)
- براندون ماكسويل على موقع HockeyDB.com (الإنجليزية)
- براندون ماكسويل على موقع أوليمبيديا (الإنجليزية)